# خطوط شينزين الجوية
خطوط شينزين الجوية (بالصينية: 深圳航空公司) هي شركة طيران محلية ودولية مقرها الرئيسي في مطار شينزين باوان الدولي في منطقة باوآن، شينزين، قوانغدونغ، في جمهورية الصين الشعبية.
يتشكل أسطول طائراتها من خلال 100 طائرة من الطائرات ضيقة البدن (مزيج من سلسلة طائرات إيرباص إيه 320 ومختلف أنواع بوينغ 737)، وخطوط شينزين هي رابع أكبر شركة طيران محلية بعد شركة طيران جنوب الصين ، وشركة طيران شرق الصين والخطوط الجوية الصينية) مع حوالي 7٪ من عدد المقاعد والرحلات.
تسير مجموعه من 137 مسار رحلة إلى 58 مطارا محليا صينيا، بالإضافة إلى تسعة خطوط دولية. في عام 2010 قامت الشركة بنقل ستة عشر مليون وخمسمائة ألف راكب، بزيادة 9٪ عن العام السابق.
في 6 يوليو 2011 تم إعلان قبول دخول خطوط شينزين الجوية رسميا كعضو في تحالف ستار. ليستكمل الانضمام في أواخر عام 2012 وسوف تصبح بذلك العضو الصيني الثاني في التحالف بعد رحيل خطوط شانغهاي الجوية في عام 2010.
خطوط شينزين الجوية هي واحدة من العديد من شركات الطيران التي اكتشف وجود عدد كبير من الطيارين ذوي الخبرة ومؤهلات الطيران المزورة. حذرت السلطات من أنها قد لا تتمكن من تأكيد اجتثاث جميع الطيارين الوهميين بها.

## الوجهات

### اتفاقيات الرمز المشترك
لدى خطوط شينزين اتفاقيات الرمز المشترك مع الشركات التالية:
- طيران الصين
- طيران ماكاو
- خطوط كل اليابان الجوية
- خطوط آسيانا الجوية
- كاثي باسيفيك
- إيفا للطيران
- Kunming Airlines
- خطوط شاندونغ الجوية
- خطوط سيتشوان الجوية
- الخطوط الجوية السنغافورية
- طيران التبت
- الخطوط الجوية التركية
- Uni Air

## الأسطول
اعتبارًا من مايو 2022، تشغل خطوط شينزين الجوية الطائرات التالية: